# Гараньюнс (микрорегион)

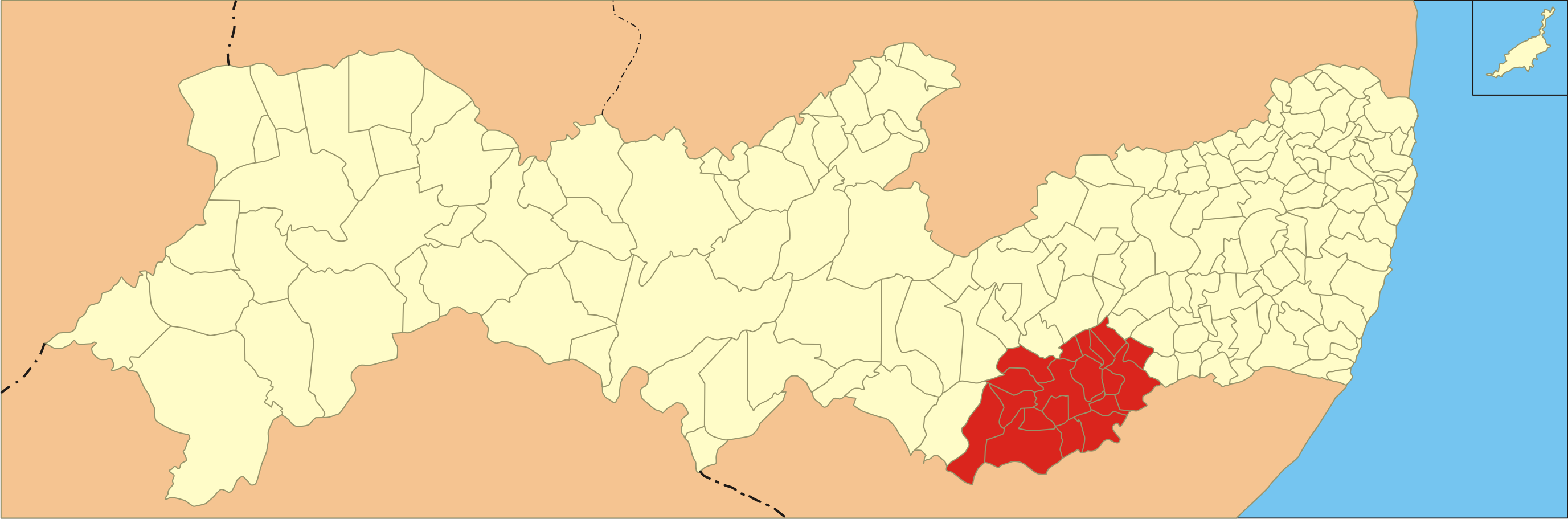
Гараньюнс на карте.

Гараньюнс (порт. Microrregião de Garanhuns) — микрорегион в Бразилии, входит в штат Пернамбуку. Составная часть мезорегиона Сельскохозяйственный район штата Пернамбуку. Население составляет 	442 117	 человек (на 2010 год). Площадь — 	5098,615	 км². Плотность населения — 	86,71	 чел./км².

## Демография
Согласно сведениям, собранным в ходе переписи 2010 г. Национальным институтом географии и статистики (IBGE), население микрорегиона составляет:						
| Полное население                             | Полное население                             | Полное население                             | Полное население                             | 442 117 |
| -------------------------------------------- | -------------------------------------------- | -------------------------------------------- | -------------------------------------------- | ------- |
| в том числе:                                 | Городское население                          | 278 233                                      | Процент городского населения, %              | 62,93   |
|                                              | Сельское население                           | 163 884                                      | Процент сельского населения, %               | 37,07   |
|                                              | Мужское население                            | 214 300                                      | Процент мужского населения, %                | 48,47   |
|                                              | Женское население                            | 227 817                                      | Процент женского населения, %                | 51,53   |
| Плотность населения, чел/км²                 | Плотность населения, чел/км²                 | Плотность населения, чел/км²                 | Плотность населения, чел/км²                 | 86,71   |
| Население микрорегиона в % к населению штата | Население микрорегиона в % к населению штата | Население микрорегиона в % к населению штата | Население микрорегиона в % к населению штата | 5,03    |

## Состав микрорегиона
В составе микрорегиона  включены следующие муниципалитеты:
1. Анжелин
2. Бон-Конселью
3. Брежан
4. Каэтес
5. Калсаду
6. Каньотинью
7. Коррентис
8. Гараньюнс
9. Иати
10. Жукати
11. Жупи
12. Журема
13. Лагоа-ду-Ору
14. Лажеду
15. Палмейрина
16. Паранатама
17. Салоа
18. Сан-Жуан
19. Терезинья